# 나가사키현도 제56호선
나가사키현도 제56호 가미쓰시마 오시카항 선(일본어: 長崎県道56号上県小鹿港線)은 나가사키현 쓰시마시를 관통하는 현도이자 주요 지방도이다.

## 노선 정보
- 기점 : 나가사키현 쓰시마시 가미아가타정 가시타키
- 종점 : 나가사키현 쓰시마시 가미아가타정 오시카
- 총 연장 : 13.2 km

## 연혁
- 1993년 5월 11일 : 건설성에서 이 현도인 가미쓰시마 오시카항선을 주요 지방도로 승격 및 지정

## 지리
- 통과하는 지자체 : 쓰시마시가 유일하다.
- 교차하는 도로 : 국도 382호선(기점), 나가사키현도 제39호 가미쓰시마 도요타마 선(종점)